# ジョージ・エベレスト

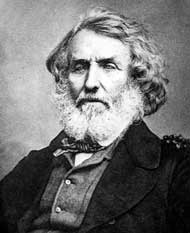
サー・ジョージ・エベレスト

サー・ジョージ・エベレスト（Sir George Everest, 1790年7月4日 – 1866年12月1日）は、ウェールズ生まれの探険家、地理学者である。　
1806年にウィリアム・ラムトンによって始められた、インド南端からネパールにいたる2,400kmに及ぶ、子午線弧に沿った測量事業を完成させた。

## 生涯
治安判事の長男としてウェールズのポーイスに生まれた。ジョージの曽祖父は肉屋だが祖父の代に法律家系となり、サウス・ウェールズに広大な不動産を有する裕福な一族だった。王立士官学校で学び、数学の才能を示した。1806年にインドに渡り、ベンガル砲兵隊の士官候補生となった。1814年から1816年にかけて、スタンフォード・ラッフルスによってジャワ島の調査隊員に選ばれた。1818年にインドの測量調査を行っている、ラムトンの助手に選ばれる。1823年にラムトンが没すると、測量の監督者の地位を継ぎ、1830年から1843年までの間、インド測量局の長官を務めた。合理的で天才気質だが、吝嗇で短気な性格であり、とっつきにくい人物であったという。
1827年に王立協会フェロー（FRS）に選ばれた。1843年に引退してイギリスに帰国。1861年にバス勲章コンパニオン（CB）を授与されナイトに叙された。1862年に王立地質学会の副会長を務めた。1866年、グリニッジで没した。
1852年、インド測量局はヒマラヤ山脈の中で「PeakXV」という仮称をつけられた山が世界最高峰であることを発見。測量局長官アンドリュー・スコット・ウォーは調査の結果、現地名が発見できなかったとして、1865年に前任者のサー・ジョージに敬意を表して同山を「エベレスト山」と名づけたと発表した。ただし本人は現地名を尊重したいという方針から、そのような命名を快く思っていなかったといわれている。